# Championnats d'Europe d'haltérophilie 2005
Navigation
Édition précédente Édition suivante
Les championnats d'Europe d'haltérophilie 2005, quatre-vingt-quatrième édition des championnats d'Europe d'haltérophilie, ont eu lieu en 2005 à Sofia, en Bulgarie.